# Mykola Milchev
Mykola Mykolaiovych Milchev, né le 3 novembre 1967 à Odessa, est un tireur sportif ukrainien.

## Carrière
Mykola Milchev remporte la médaille d'or en skeet aux Jeux olympiques d'été de 2000 à Sydney.